# William Bristol
William Bristol (* 2. Juni 1779 in Hamden, Connecticut; † 7. März 1836 in New Haven, Connecticut) war ein US-amerikanischer Jurist und Politiker. Nach seiner Berufung durch Präsident John Quincy Adams fungierte er von 1826 bis zu seinem Tod im Jahr 1836 als Bundesrichter am Bundesbezirksgericht für den Distrikt von Connecticut.

## Werdegang
Nach seinem Schulabschluss besuchte William Bristol bis 1798 das Yale College. Danach absolvierte er eine juristische Ausbildung und wurde im Jahr 1800 als Anwalt zugelassen, woraufhin er in New Haven zu praktizieren begann. 1812 wurde er zum United States Attorney für den Distrikt von Connecticut ernannt. Anschließend schlug er eine politische Karriere ein und war zunächst im Jahr 1817 Abgeordneter im Repräsentantenhaus von Connecticut. Zwischen 1818 und 1819 saß er im Staatssenat. Außerdem war er in den Jahren 1818, 1821 und 1816 Stadtverordneter (Alderman) in New Haven. 1827 übte er dort das Amt des Bürgermeisters aus; sein Vorgänger war Simeon Baldwin, sein Nachfolger David Daggett. Von 1819 bis 1826 war er Richter am Connecticut Superior Court.
Am 15. Mai 1826 wurde Bristol durch Präsident Adams als Nachfolger von Pierpont Edwards zum Richter am United States District Court for the District of Connecticut ernannt. Nach der Bestätigung durch den US-Senat, die sieben Tage später erfolgte, konnte er sein Amt antreten, das er bis zu seinem Tod am 7. März 1836 innehatte. Seine Nachfolge trat Andrew T. Judson an. William Bristol wurde auf dem Grove Street Cemetery in New Haven beigesetzt.